# John Chilton Burch
John Chilton Burch, född 1 februari 1826 i Boone County i Missouri, död 31 augusti 1885 i San Francisco i Kalifornien, var en amerikansk demokratisk politiker. Han var ledamot av USA:s representanthus 1859–1861.
Burch studerade vid Kemper College, studerade därefter juridik i Jefferson City och inledde sedan sin karriär som advokat i Missouri. År 1850 flyttade han till Kalifornien. År 1859 efterträdde han Joseph C. McKibbin som kongressledamot och efterträddes 1861 av Timothy Guy Phelps. Burch avled 1885 och gravsattes på City Cemetery i Sacramento.